# Metil cinamato

El Cinamato de metilo es el metil éster del ácido cinámico y es de color blanco o transparente y sólido, con un olor fuerte y aromático. Se encuentra naturalmente en una variedad de plantas, incluyendo frutas, como la fresa, y algunas especias culinarias, tales como la Pimienta de Sichuan y algunas variedades de albahaca. Ek Eucalyptus olida tiene las concentraciones más altas conocidas de cinamato de metilo (98%) con un rendimiento en peso fresco 2-6% en las hojas y ramitas.
Cinamato de metilo se utiliza en las industrias de los aromas y perfumes. El sabor es afrutado y como fresa, y el olor es dulce, balsámico con olor afrutado, con reminiscencias de canela y fresa.
Se conoce que atrae a los machos de diversas abejas de las orquídeas, tales como Aglae caerulea.

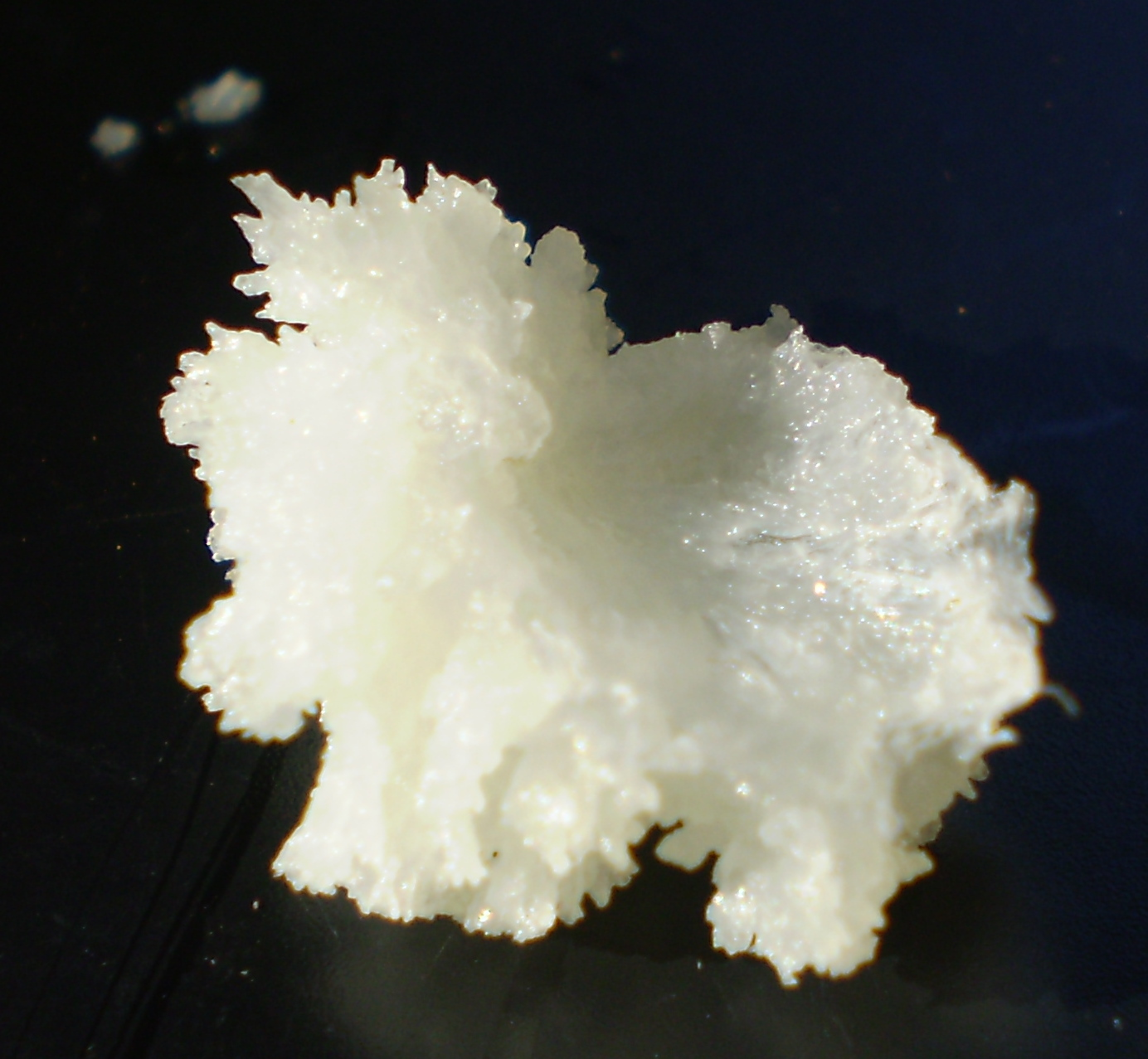
Cristales de cinamato de metilo extraídos mediante destilación al vapor de Eucalyptus olida.

## Lista de plantas que contienen el producto químico
- Eucalyptus olida 'Strawberry gum'
- Ocotea quixos (Lam.) Kosterm (ishpingo o canelo americano)[7]
- Ocimum americanum cv.Purple Lovingly (Querendona Morada)
- Ocimum americanum cv. Purple Castle (Castilla Morada)
- Ocimum americanum cv. Purple Long-legged (Zancona morada)
- Ocimum americanum cv. Clove (Clavo)
- Ocimum basilicum cv. Sweet Castle (Dulce de Castilla)
- Ocimum basilicum cv. White Compact (Blanca compacta)
- Ocimum basilicum cv. large green leaves (Verde de hojas grandes)
- Ocimum micranthum cv. Cinnamon (Canela)
- Ocimum minimum cv. Little Virgin (Virgen pequeña)
- Ocimum minimum cv. Purple Virgin (Virgen morada)
- Ocimum sp. cv. Purple ruffle (Crespa morada)
- Ocimum sp. cv. White Ruffle (Crespa blanca)
- Stanhopea embreei, an orchid (una orquídea)
- Vanilla

## Toxicología
Moderadamente tóxico por ingestión. La vía oral LD 50 para las ratas es de 2610 mg / kg. Se trata de combustible en forma de líquido, y cuando se calienta hasta la descomposición, emite un humo acre y vapores irritantes. 